# Momordica charantia

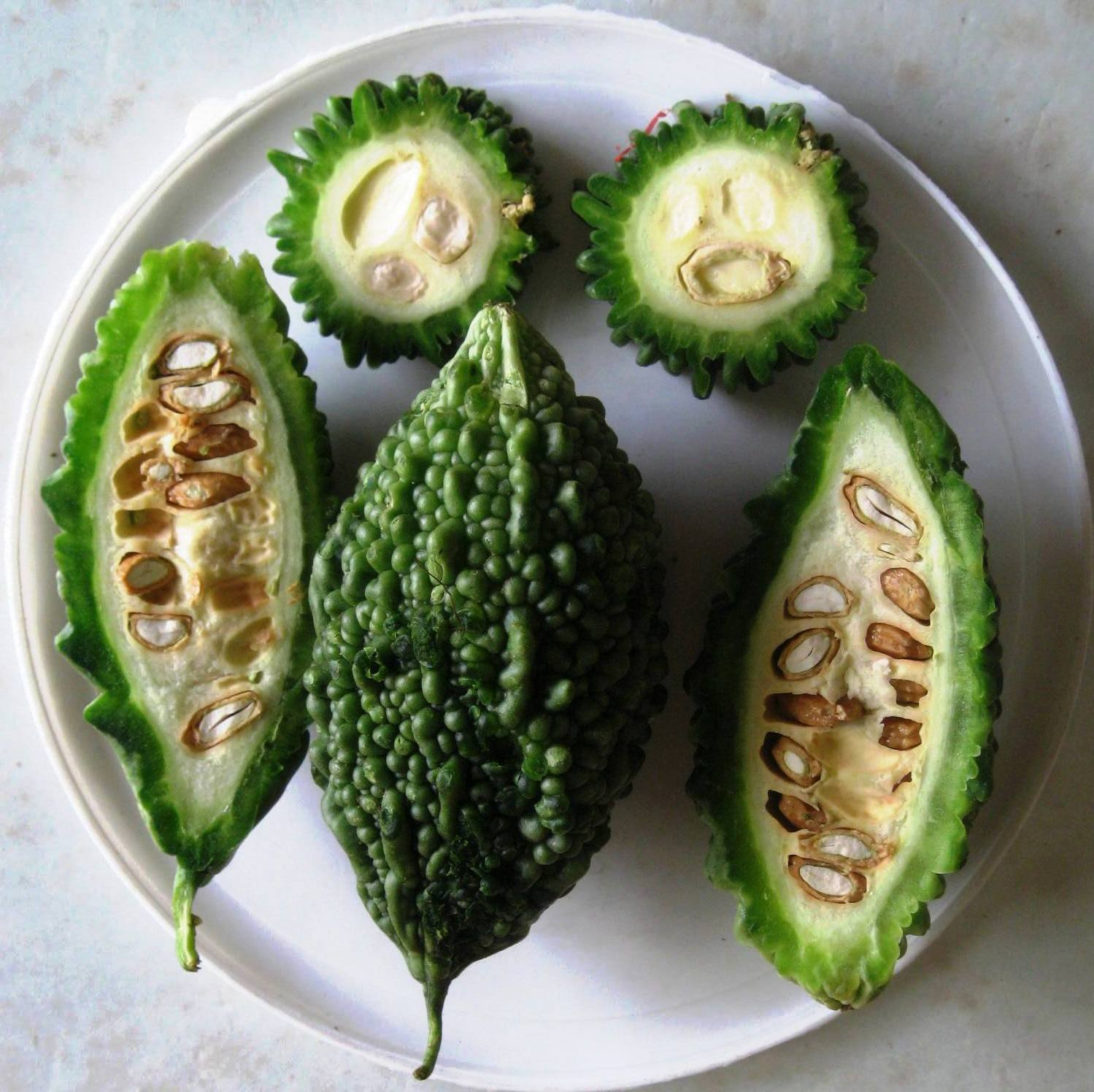
Una charantia Momordica completa amb dues seccions a la meitat i dues.

El cogombre tropical és una planta amb flor de la família de les Cucurbitàcies.

## Etimologia
El nom de momordica prové del llatí mordeo, momordi, morsum, mordere, que vol dir mossegar. Aquesta característica fa referència a l'aspecte dentat i rosegat que presenten les llavors, les quals sembla que hagin estat queixalades.

## Ecologia
És una planta herbàcia enfiladissa anual.

### Distribució mundial
Nativa de les zones tropicals del Vell Món, actualment pantropicals, des de l'Àfrica tropical fins a Austràlia, incloent parts de l'Amazònia, est d'Àfrica, i el Carib. Va ser domesticada, possiblement a l'Índia i al sud de la Xina, i ara ja es troba de manera natural a gairebé totes les regions tropicals i subtropicals. Forma part d'un mercat important al sud i l'est d'Àsia i se'n poden trobar cultius a petita escala a sud Amèrica amb fins alimentaris i medicinals, al sud dels Estats Units, per vendre-la al mercat culinari asiàtic i també a l'est africà, per conreadors asiàtics. Només ocasionalment es recol·lecta el cogombre tropiacal a partir de plantes silvestres per a alimentació o medicina.

### Distribució al Principat de Catalunya
A Catalunya no es troba la Momordica chantaria ni en estat salvatge ni en cultius, bàsicament pel clima, però pot aparèixer en algun jardí com a planta ornamental.

### Hàbitat
EL cogombre tropical prefereix temperatures relativament altes, de 25 °C o més, però quan són superiors a 37 °C el fruit no es desenvolupa bé, depenent del genotip. A l'Índia per exemple, són capaços de cultivar els fruits a 40 °C. De manera natural, el cogombre tropical apareix en àrees a altituds superiors als 1700 metres amb elevades precipitacions, en selves tropicals i plantacions.

### Cultiu
Quan se la cultiva en condicions extremadament humides, té lloc un fenomen anomenat pansiment bacterià i fúngic. Les fulles i els pecíols es panseixen; de vegades tan ràpidament que els primers símptomes passen desapercebuts. Les plantes comencen a pansir-se pels brots laterals i pot arribar a afectar la planta sencera. Els fruits provinents de plantes infectades poden estar pansits, ser massa petits, amb formes estranyes i no tenir massa sabor. Per tot això, el cultiu d'aquesta cucurbitàcia és complex. Molts agricultors han optat per utilitzar mantells per a mantenir en equilibri la humitat de la terra, ja que és preferible un bon drenatge profund dels sòls franco-arenosos i els franco-llimosos, que contenen un elevat contingut de matèria orgànica i retenen bé l'aigua. Sembla que són plantes neutres, la floració no està afectada pel fotoperíode o la llargària del dia.

## Descripció

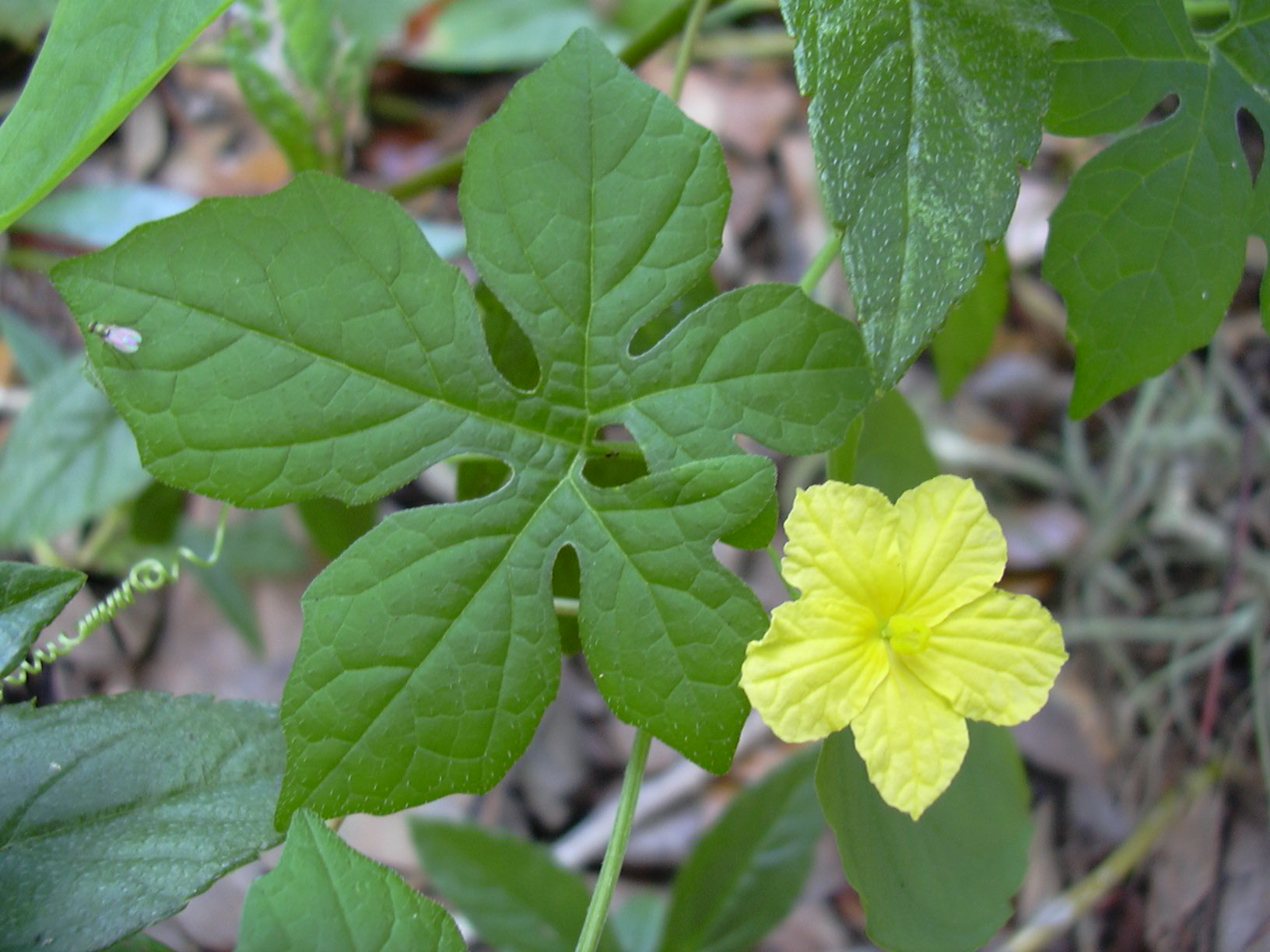
Detall d'una flor i una fulla

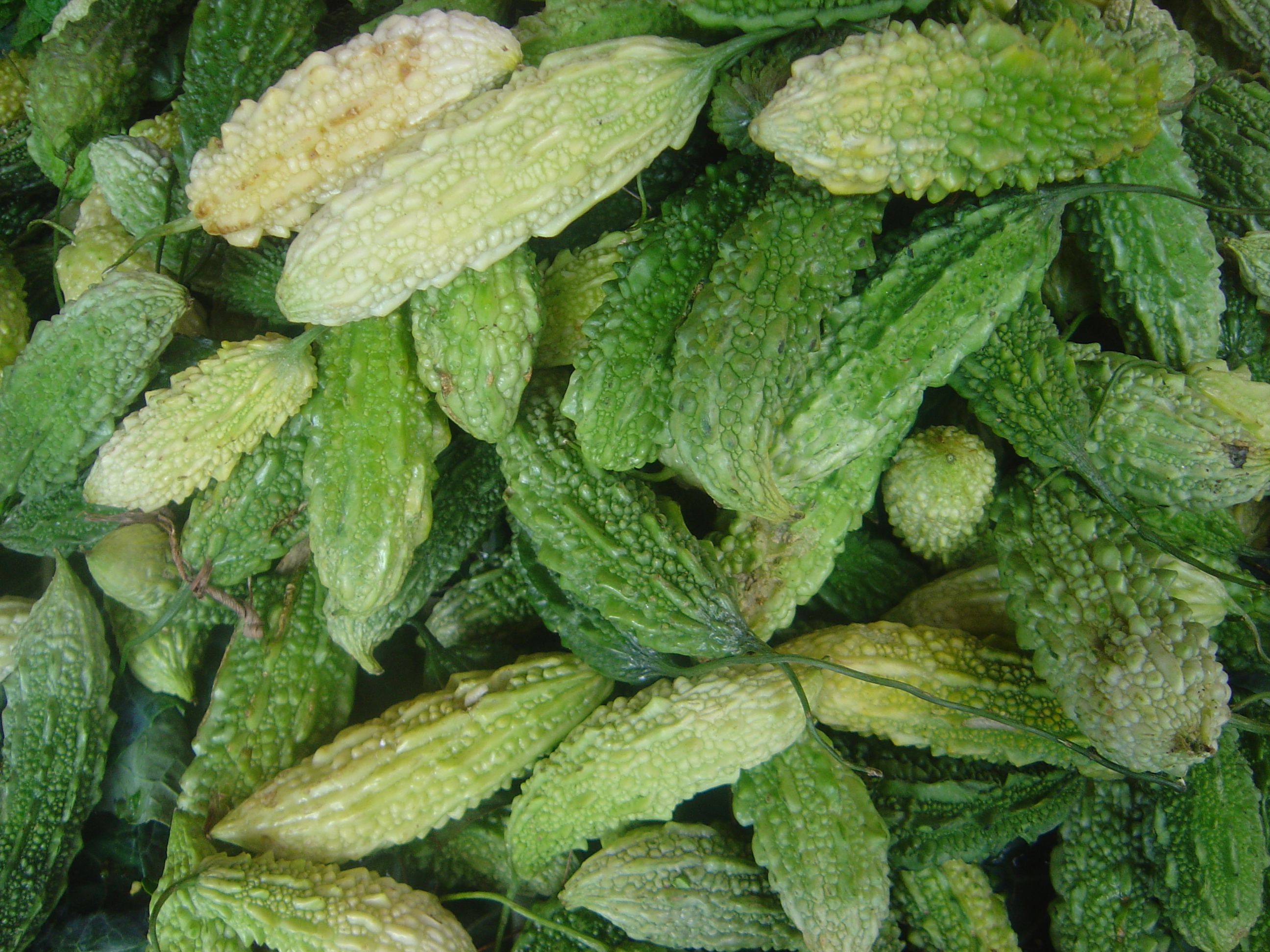
Fruit de la momòrdica

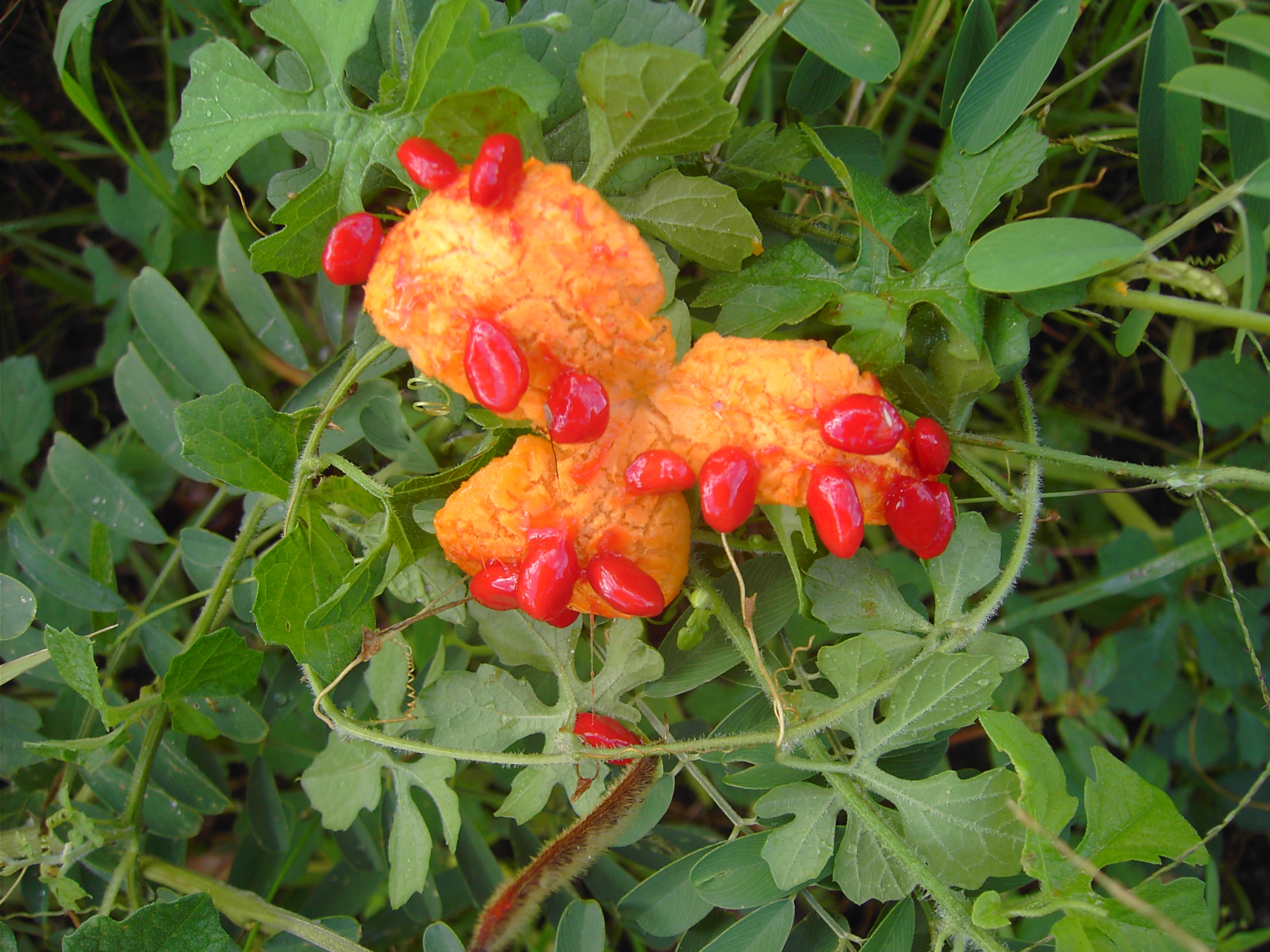
Fruit madur obert

### Port i dimensions
Planta herbàcia enfiladissa, monoica i anual. Pot arribar a fer una alçada de 5 metres. La tija és rígida, pot ser glabre o pubescent i té circells simples.

### Morfologia (forma, divisió marge), textura i disposició de les fulles
Les fulles són simples, de contorn ovat-reniforme o orbicular i cordades a la base. El marge és lobulo-palmat, amb els lòbuls sinuats o lobats i normalment glabres o pubescents. Peciolades, disposades de manera alternada, sense estípules i amb circells.

### Òrgans reproductors
Les flors són unisexuals, solitàries, i estan disposades a l'acil de la fulla. Són regulars, amb el periant pentàmer amb una bràctea prominent a la base del pedicel. El calze està format per un tub cònic i lòbuls de fins a 7 mm de llargada, amb cinc sèpals. La corol·la consta de cinc pètals lliures de color groc pàl·lid o ataronjats amb dues escames des de la base.
Les flors masculines tenen tres estams, i les anteres al centre de la flor.
Les flors femenines tenen un ovari ínfer, de forma ovoide tirant a fusiforme, amb la coberta plena de rugositats més o menys punxegudes i tres estigmes.
La pol·linització és entomòfila, ja que la porten a terme les abelles i altres insectes.

### Fruit
El fruit és una baia pendolant generalment ovoide i una mica punxegut a l'extrem. Fa uns 11 cm x 4 cm. i és de coloració vermellosa i ataronjada quan és madur i més pàl·lid a la zona de l'àpex. El fruit està molt ornamentat, té unes vuit fileres longitudinals de tubercles subcònics i molts més tubercles petits pel mig. S'obre en tres valves de manera que exposa les llavors embeinades en una polpa vermella i enganxifosa que queden penjant en dues fileres per la cara de cada valva. Els fruits de plantes cultivades acostumen a ser més grans, poden arribar a fer 45 cm x 9 cm, i tenen la superfície més sua, amb menys rugositats.
Les llavors són oblongues i aplanades, i fan uns 10 mm x 5 mm. Poden ser blanques o marrons, amb el cap esculpit i els marges amb solcs.

## Gastronomia

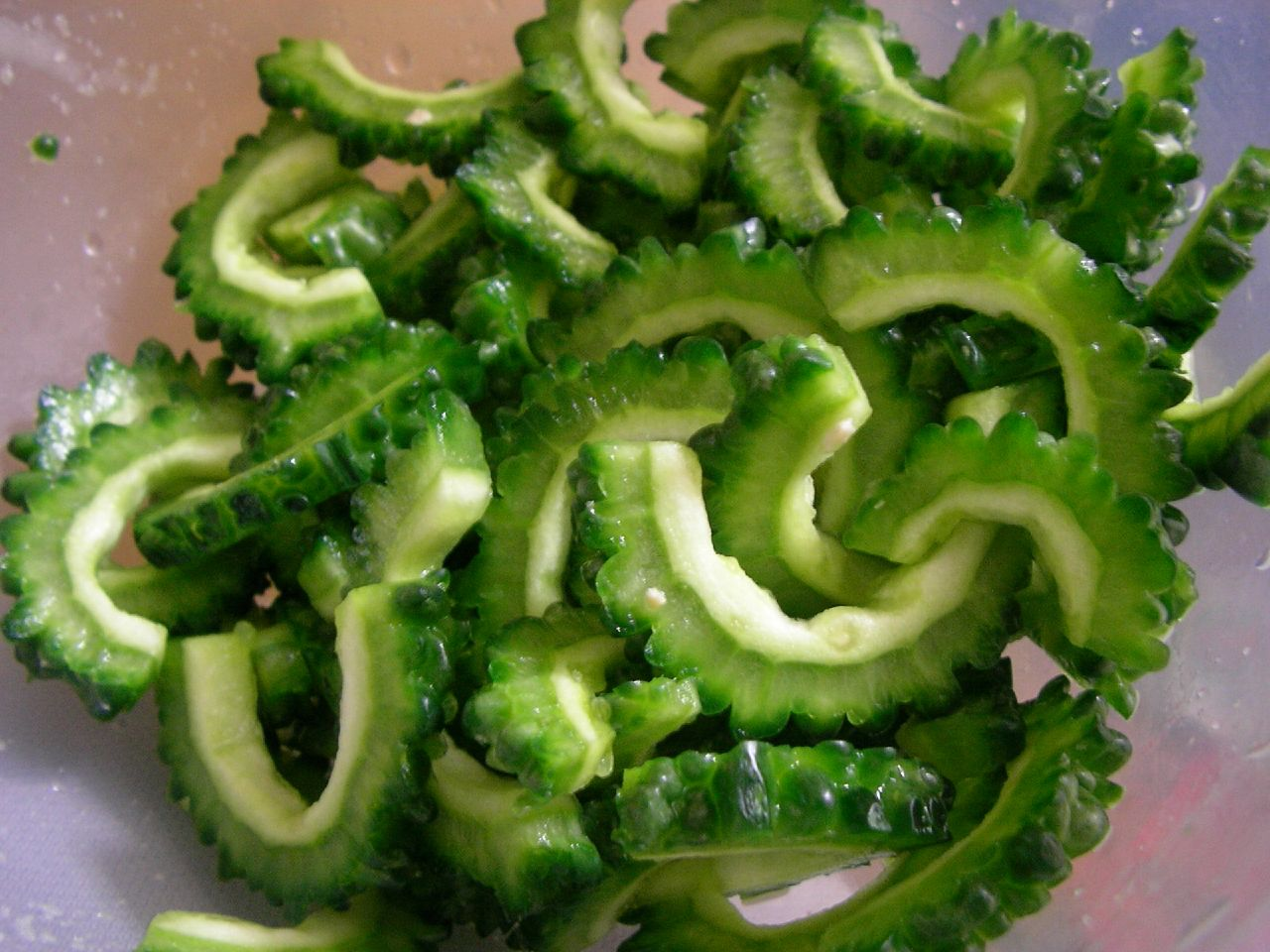
Amanida de cogombre tropical

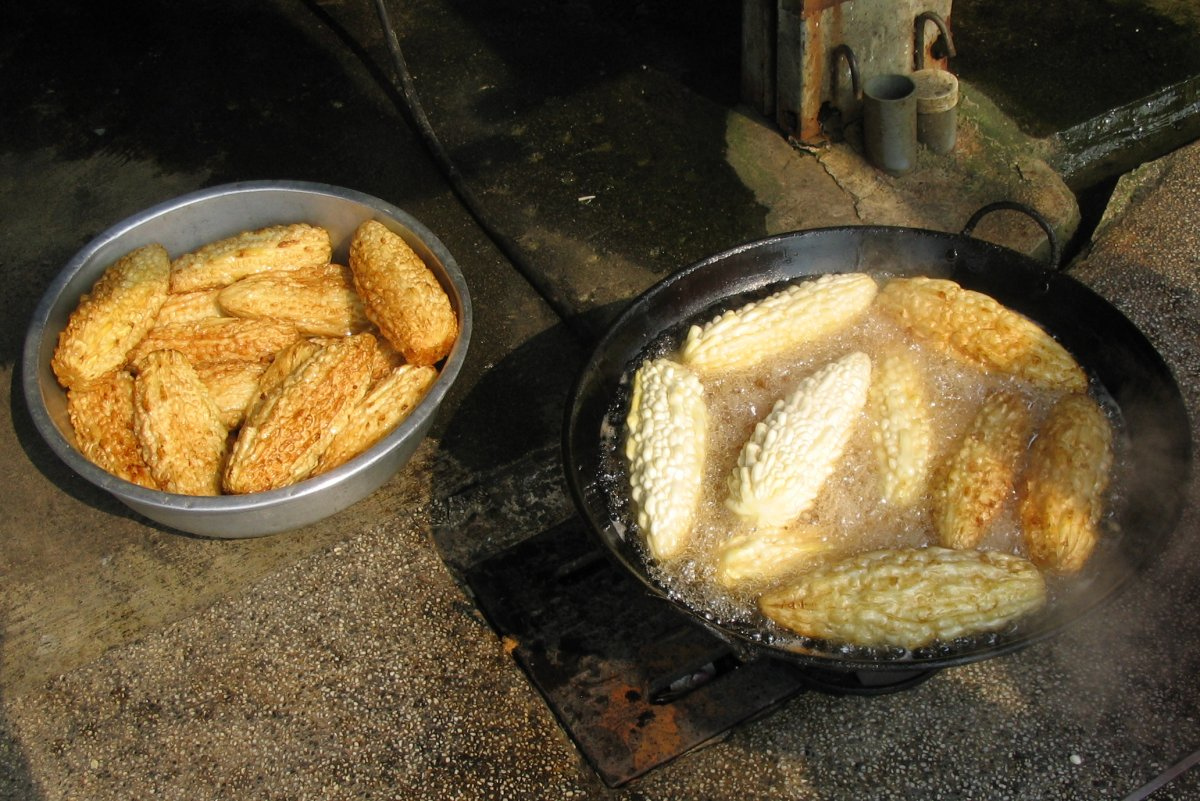
Cogombres tropicals fregits

El cogombre tropical és una hortalissa utilitzada a la cuina de molts països tropicals, especialment al subcontinent indi i a l'Àsia del sud-est. Moltes persones troben el gust amarg molt agradable. Es pot preparar fregit, cru en amanida, o saltat amb coco ratllat i bitxo en una gran varietat de preparacions.

## Farmacologia
El gènere Momordica comprèn unes 40 espècies, la majoria de les quals es troben a l'Àfrica. Els fruits de moltes d'aquestes espècies silvestres s'utilitzen per a l'alimentació com a vegetals, mentre que alguns altres són utilitzats en la medicina tradicional.

### Part utilitzada (droga)
Al Japó i a algunes parts d'Àsia, dels fruits secs se'n fa un té molt popular per les seves propietats sanadores.
A l'Àfrica el fruit es pren com a purgatiu i vermífug. Les fulles en remull amb aigua es prenen per combatre la diarrea i la disenteria, o bé, s'utilitzen com a ènema per les seves propietats astringents.
Les llavors s'utilitzen com antihelmíntics al Congo.
La planta sencera s'utilitza a l'oest d'Àfrica com a antipirètic, tant rentant a la persona amb la planta com prenent-ne la infusió. Fent un ènema de la planta sencera o com a gotes es pot tractar la febre groga i la icterícia. També s'utilitza com a afrodisíac i pel tractament local de la gonorrea. La decocció de la planta s'utilitza per millorar els furóncols, les úlceres i les inflamacions sèptiques. Si polvoritzem la planta, s'obté una pols que ajuda a tractar les úlceres malignes, el càncer de mama i els parasitismes cutanis com ara la filària o els cucs de Guinea.
Una preparació amb els estams i les fulles s'utilitza per tractar la frambèsia causada per Treponema pertenue. Les fulles també es prenen per millorar problemes menstruals, i barrejades amb altres drogues alleugen problemes cardíacs com ara la taquicàrdia.
L'arrel es fa servir com a tractament contra la sífilis, el reumatisme i també com a abortiu. Hi ha molts altres remeis que contenen el cogombre tropical, provinents d'Àsia i Amèrica per tractar el càncer, la diabetis, la psoriasi i moltes altres malalties infeccioses.
El cogombre tropical és especialment reconegut per ser un remei contra la diabetis mellitus, només pel simple fet de menjar-ne el fruit regularment com a verdura.

### Composició química
Taula de continguts dels fruits joves:
| Producte           | Contingut en 100 g de fruit |
| Energia            | 71 kJ (17 kcal)             |
| Aigua              | 94,0 g                      |
| Proteïnes          | 1,0 g                       |
| Greixos            | 0,2 g                       |
| Hidrats de carboni | 3,7 g                       |
| Fibra              | 2,8 g                       |
| Calci              | 19 mg                       |
| Magnesi            | 17 mg                       |
| Fòsfor             | 31 mg                       |
| Ferro              | 0,4 mg                      |
| Zinc               | 0,8 mg                      |
| Vitamina A         | 380 IU                      |
| Tiamina            | 0,04 mg                     |
| Riboflavina        | 0,04 mg                     |
| Niacina            | 0,40 mg                     |
| Folat              | 72 µg                       |
| Àcid ascòrbic      | 84 mg                       |
Taula de continguts de les fulles:
| Producte           | Contingut en 100 g de fulles |
| Energia            | 126 kJ (30 kcal)             |
| Aigua              | 89,3 g                       |
| Proteïnes          | 5,3 g                        |
| Greixos            | 0,7 g                        |
| Hidrats de carboni | 3,3 g                        |
| Calci              | 84 mg                        |
| Magnesi            | 85 mg                        |
| Fòsfor             | 99 mg                        |
| Ferro              | 2,0 mg                       |
| Zinc               | 0,3 mg                       |
| Vitamina A         | 1734 IU                      |
| Tiamina            | 0,18 mg                      |
| Riboflavina        | 0,36 mg                      |
| Niacina            | 1,11 mg                      |
| Folat              | 128 µg                       |
| Àcid ascòrbic      | 88 mg                        |
Taula de components farmacològics dels fruits:
| Producte              | Tipus                                      |
| Glucòsids             | Momordina i charantina                     |
| Alcaloides            | Momordicina                                |
| Altres                | Polipèptid P                               |
| Olis (de les llavors) | Estèric, linoleic, àcid oleic              |
| Glicoproteïnes        | α-momorcharina, β-momorcharina i lecitines |
| Altres                | Vicina i proteïna MAP30                    |

### Usos medicinals

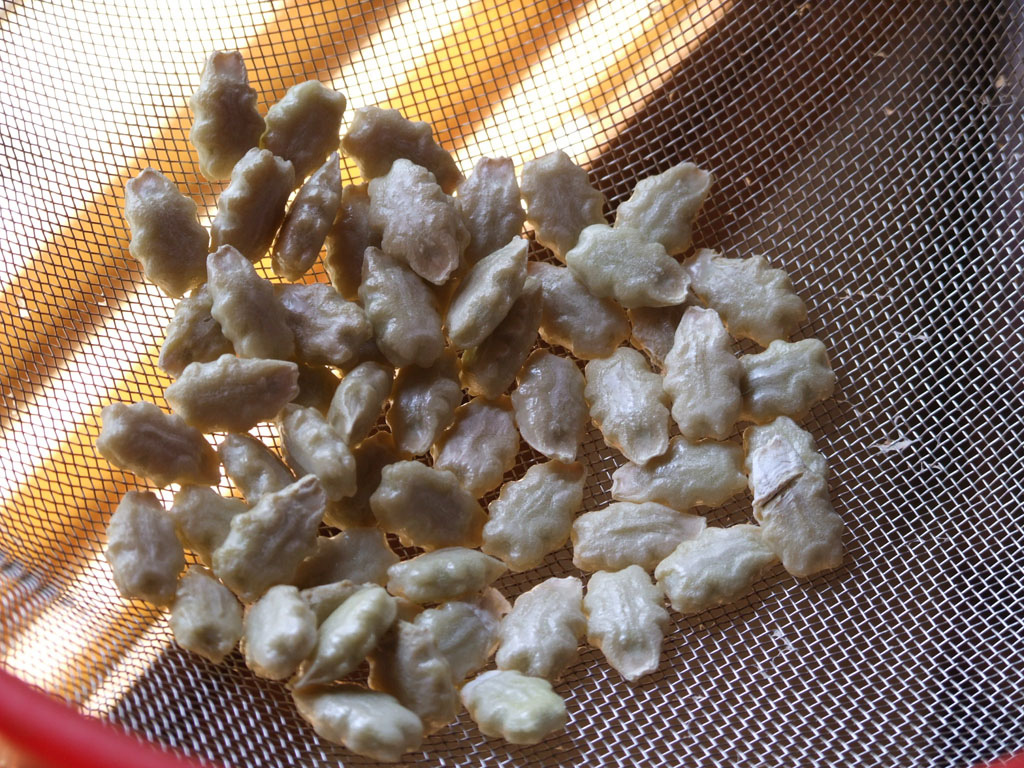
Llavors seques.

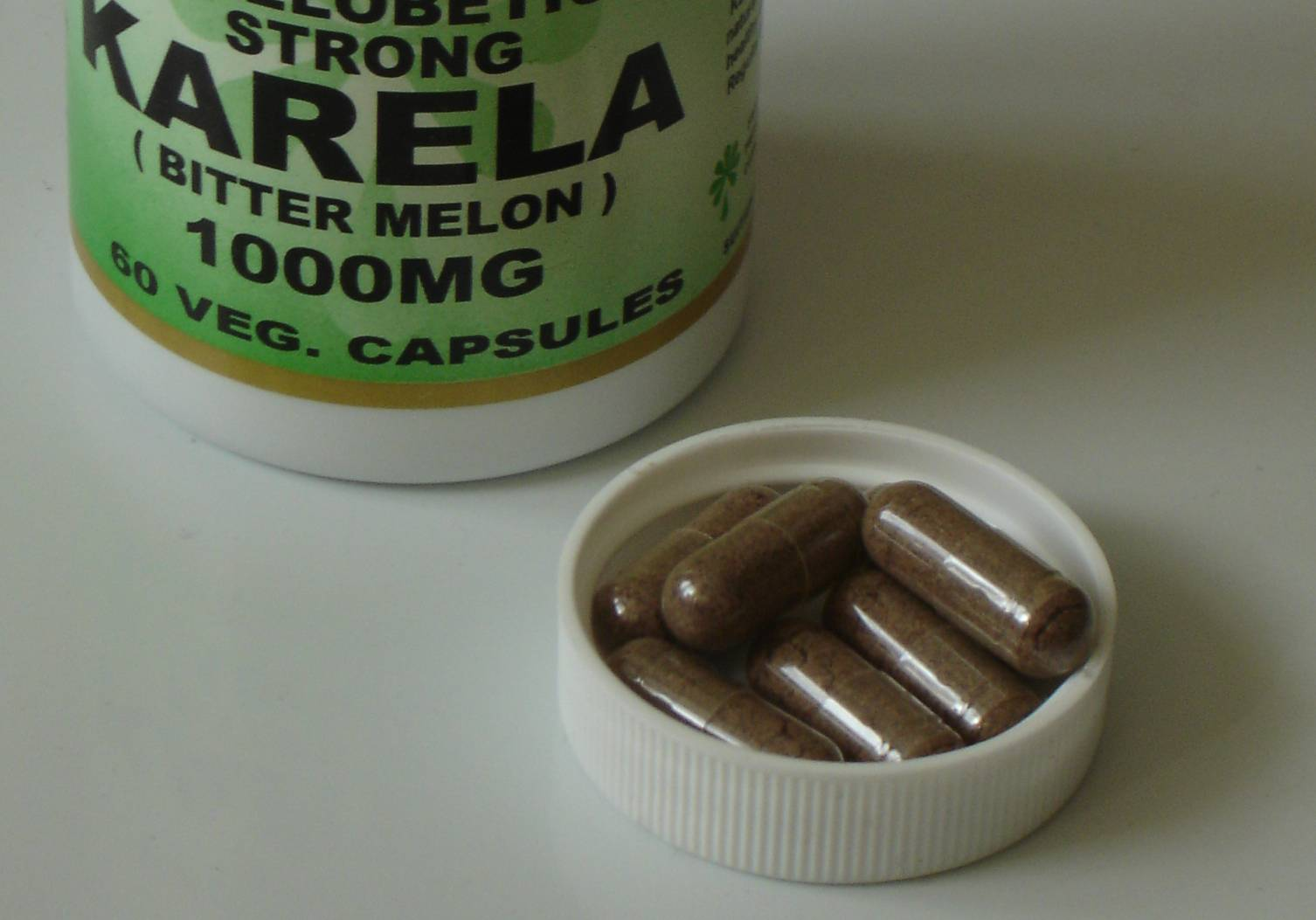
Càpsules de momòrdica.

El cogombre tropical conté diverses substàncies medicinals, sobretot a les llavors. Té efectes hipoglucemiants, antivirals, antitumorals i antioxidants. Per això s'utilitza en casos de prevenció de càncer, diabetis, febre, HIV i SIDA, infeccions i trastorns menstruals.

### Accions farmacològiques i propietats
Derivats del fruit i les llavors, s'han utilitzat per tractar la diabetis, el càncer, infeccions virals i trastorns immunitaris. Tant en pacient sans com en pacients amb diabetis s'han pogut observar els efectes hipoglucemiants del cogombre tropical. Tanmateix, no es recomana utilitzar-la en lloc de les teràpies generals. Tant estudis in vitro com in vivo amb animals, han indicat activitat antiviral contra HIV i herpes, efectes citotòxics contra cèl·lules leucèmiques i efectes citostàtics en càncer de mama, però encara no s'han fet estudis en humans.
Així doncs, trobem aïllades diverses proteïnes com ara α-momorcharina i la β-momorcharina, extretes a partir de la llavor, i que tenen un efecte hepatotòxic en hepatòcits de rata.
La viscina, la chantina i el polipèptid P augmenten els nivells de glucosa i la síntesi de glicogen al fetge, múscul i teixit adipós, i milloren la tolerància a la glucosa. Alguns estudis fets amb enzims hepàtics de ratolins han demostrat una reducció de l'activitat de la glucosa-6-P i la fructosa-1,6-biP i un increment en l'activitat de l'oxidació de la glucosa mitjançant la ruta G6PDH.
També s'han preparat diverses immunotoxines unint una proteïna momordin I del tipus 1 ribosoma-inactivada amb un anticòs específic a diverses línies cel·lulars; combinades amb citostàtics generals, inhibeixen significativament el desenvolupament tumoral in vivo en ratolins.
Els extractes de pell, polpa, llavors i de tot el fruit del cogombre tropical, aplicats per via tòpica, han demostrat tenir propietats anticanceroses contra el papil·loma cutani en ratolins.
Una proteïna antiviral de la Momordica charantia és la MAP30 (30 kDa), i es caracteritza per poder regular la replicació del virus de l'Herpes simplex (HSV). També és capaç d'inhibir la infecció de HIV-1 en limfòcits T i monòcits, i inhibir-ne la replicació en les cèl·lules ja infectades. Això ho fa inhibint un pas essencial del cicle replicatiu del virus de la SIDA, on té lloc la integració del DNA viral al cromosoma hoste de l'HIV-1. Una característica important és que no afecta les cèl·lules sanes, ja que es creu que el pèptid no pot travessar la seva membrana.
En medicina tradicional, el cogombre tropical s'utilitza per tractar la diabetis, i tot i que les seves propietats hipoglucemiants s'han demostrat en estudis experimentals en animals, sembla que els efectes són més aviat aguts i transitoris més que no pas acumulatius, i és per això que es necessiten fer més experiments abans no es pugui confirmar la seva efectivitat i seguretat en humans.

### Toxicitat
Les dones embarassades i els nens no haurien de consumir-ne, ja que conté substàncies tòxiques i abortives com ara certes lecitines i alcaloides. Poden haver-hi efectes sinèrgics adversos com ara hipoglucèmia i hepatotoxicitat quan es combina amb insulina o agents orals hipoglucemients. En nens s'ha vist que els arils vermells són altament tòxics i causen vòmits, diarrea i fins i tot la mort.

## Observacions
(Cultiu, comerç, conservació, legislació, història, altres usos, etc.

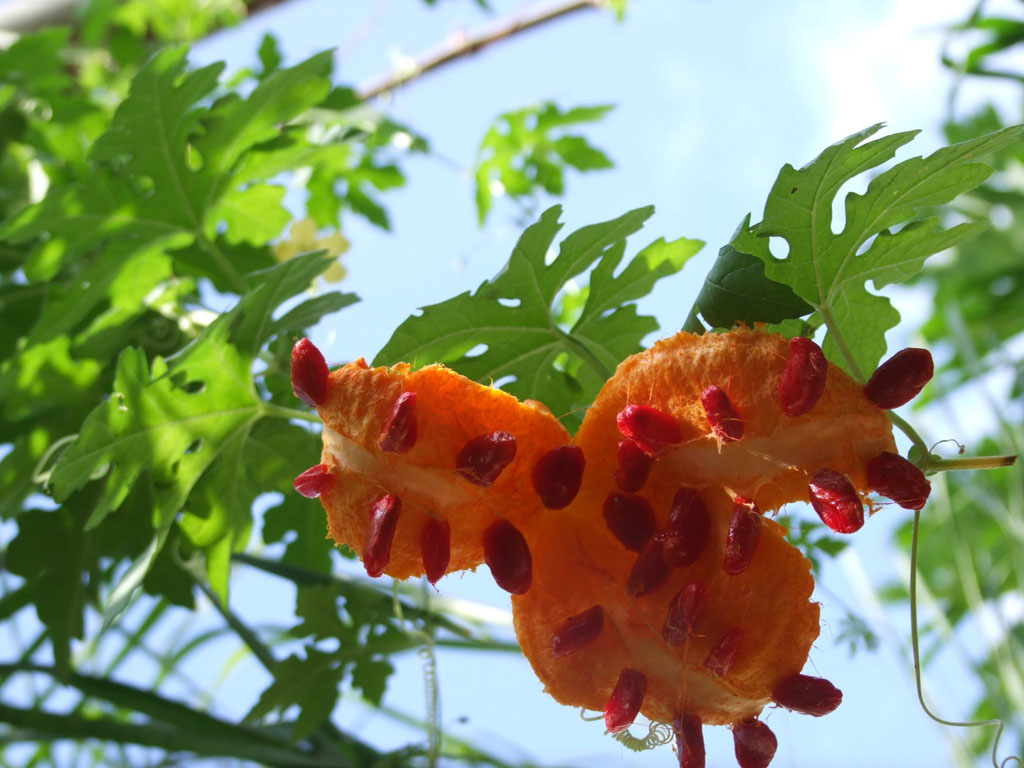
Fruit madur obert

### Creixement i desenvolupament
Les llavors germinen al cap de 5-7 dies després de ser plantades, però les llavors fresques poden quedar latents durant mesos. La tija comença a créixer a les 2 setmanes. La floració té lloc cap a les 5-6 setmanes (flors masculines) i 10 dies després (flors femenines). Dura uns 6 mesos. L'antesi dels capítols florals té lloc al matí. Al cap de 10-14 dies després de la floració comencen a aparèixer els fruits. Aquests creixeran durant 25-30 dies fins que seran madurs i hauran adquirit una coloració ataronjada.

### Infeccions i plagues
El cogombre tropical és susceptible a patir múltiples infeccions. És hoste del virus tipus W de la taca anular de la papaia (PRSV-W), i del virus del mosaic de la síndria (WMV).
Les plagues més importants són causades per Dacus cucurbitae, que provoca un creixement raquític de les plantes i un nombre molt inferior de fruits. També ocasionen plagues els escarabats Epilachna spp., les erugues Spodoptera spp., Heliothis armigera i els àcars.

### Producció
Cada planta de cogombre tropical pot donar entre 5 i més de 100 fruits, però només en cultius de fruita petita.

### Conservació
Els fruits han d'estar aïllats de fruits que produeixin altes concentracions d'etilè, per prevenir-ne la maduració. Es poden conservar durant llargs períodes, fins a més de 4 setmanes a 1-2 °C i entre un 85-90% d'humitat. S'han de mantenir sempre per sobre els 0 °C, ja que són sensibles al fred, i per sota els 10 °C, ja que per sobre aquesta temperatura tendeixen a tornar-se grocs, obrir-se i perdre qualitat.

### Genètica
Molts dels cultius locals de cogombre tropical estan en procés de desaparició a causa dels cultius comercials, a gran escala. Hi ha col·leccions genètiques a NBPGR, Nova Deli, Índia, Taiwan, AVRDC, a la universitat de Kasetsart, Tailàndia i altres instituts de recerca de l'Àsia tropical.

### Cultiu
Molts dels cultius utilitzats a l'est d'Àfrica estan importats des de països asiàtics. Les plantes cultivades i les silvestres es creuen ràpidament i això fa que hi hagi intermedis de molts tipus.
Els tipus de cogombre tropical silvestres africans poden ser explotats com a fonts potencials resistents a infeccions. Avui en dia els pagesos se centren en l'híbrid F1, que presenta una major producció, més resistència a infeccions i més uniformitat.
La importància de la selecció se centra en criteris com: creixement ràpid, percentatge elevat de flors femenines, resistència a plagues i infeccions i el grau d'amargor.

### Pronòstic
Tenint en compte la popularitat del cogombre tropical a l'Àsia tropical i el desenvolupament de cultius amb l'híbrid F1, s'espera que la popularitat d'aquesta planta creixi a l'Àfrica també. Per altra banda, com que els resultats dels experiments amb cogombre tropical per al tractament de la diabetis encara són una mica contradictoris, cal fer més recerca, però és evident que el cogombre tropical conté diversos components amb activitats interessants des d'un punt de vista farmacològic, i és per això que pot tenir un cert potencial per portar a terme el desenvolupament de futures medicines.